# 阿利尚
阿利尚（法語：Allichamps，法語發音：[aliʃɑ̃]）是法国上马恩省的一个市镇，属于圣迪济耶区。

## 地理
阿利尚（48°33'38"N, 4°53'34"E）面积2.74 平方千米，位于法国大東部大區上马恩省，该省份为法国东北部内陆省份，北起马恩省和默兹省，西接奥布省，西南接科多尔省，东南接上索恩省，东临孚日省。
与阿利尚接壤的市镇（或旧市镇、城区）包括：埃克拉龙-布罗库尔-圣利维埃、安贝库尔、卢沃蒙。

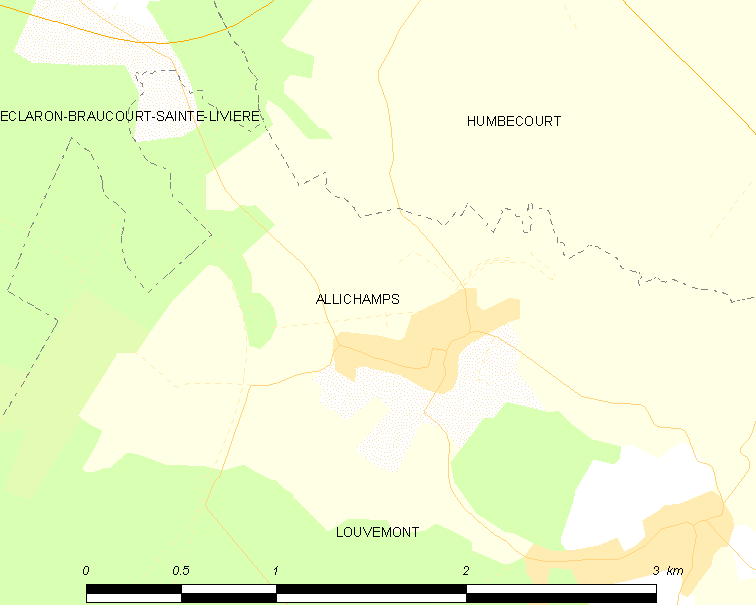
阿利尚的OSM定位图

阿利尚的时区为UTC+01:00、UTC+02:00（夏令时）。

## 行政
阿利尚的邮政编码为52130，INSEE市镇编码为52006。

## 政治
阿利尚所属的省级选区为圣迪济耶第一县。

## 人口

1962-2008年间阿利尚人口变化图示

阿利尚于2022年1月1日时的人口数量为362人。